# De Mono
De Mono – polski zespół pop-rockowy. Powstał w 1984, szczyt popularności zespołu przypadł na koniec lat 80. i pierwszą połowę lat 90. XX wieku.

## Historia
Zespół założony został przez gitarzystę Marka Kościkiewicza, basistę Piotra Kubiaczyka i perkusistę Dariusza Krupicza pod nazwą „Mono”. Trzy lata później skrystalizował się skład – do zespołu, przemianowanego na „De Mono”, dołączyli gitarzysta Jacek Perkowski, saksofonista Robert Chojnacki i wokalista Andrzej Krzywy. W 1989 ukazał się debiutancki album zespołu Kochać inaczej, który zdobył szereg nagród i wyróżnień; tytułowa piosenka była notowana na Liście przebojów Programu Trzeciego przez ponad rok i stała się polskim evergreenem. Kolejny album Oh Yeah!, wydany w 1990, przyniósł przeboje Moje miasto nocą i Zostańmy sami i umocnił zespół w czołówce polskiej sceny rockowej. W tym czasie zespół często koncertował, także za granicą (trasa w Stanach Zjednoczonych).
W 1991 zespół przeżył kryzys, który doprowadził do zawieszenia działalności, ale już rok później powrócił (bez Perkowskiego, który związał się z T.Love), nagrywając swoją najpopularniejszą płytę Stop (z przebojami: Znów jesteś ze mną, Statki na niebie i Ostatni pocałunek). Dwa lata później ukazał się Abrasax, z którego pochodziły m.in. Kamień i aksamit oraz Zaklęci w tańcu. W połowie lat 90. muzycy poświęcili się solowym projektom. Chojnacki, Kościkiewicz i Krzywy wydali albumy pod swoimi nazwiskami, a Kubiaczyk i Krupicz założyli zespół Magma. Największy sukces komercyjny przypadł w udziale Chojnackiemu, którego trzy albumy sprzedały się w nakładzie półtora miliona egzemplarzy. W 1996 roku De Mono opuścił Marek Kościkiewicz, aczkolwiek w 1999 powrócił jeszcze do grupy i współpracował z nią do ok. 2001.
W 2001 zespół nagrał na potrzeby programu Big Brother piosenkę Poznaj siebie, stanowiącą podkład muzyczny czołówki programu. W 2003 zespół nagrał dwa covery, które znalazły się na składance RMF FM – Moja i Twoja Muzyka: Nasza jest cała ta noc (ang. tytuł oryg. I’ll Be Your Baby Tonight Boba Dylana) oraz Bo dziś nie ma już nas (ang. tytuł oryg. Sacrifice Eltona Johna).

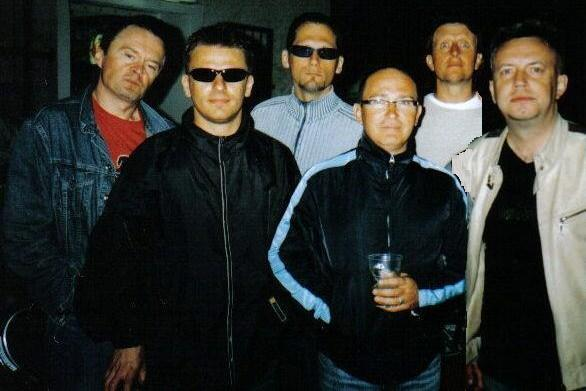
Jeden z poprzednich składów zespołu – zdjęcie z 2007 roku

Od 2005 zespół gra w zmienionym składzie. Do grupy dołączyli: klawiszowiec Paweł Dampc oraz wieloletni gitarzyści zespołu Mafia – Tomasz Banaś i Zdzisław Zioło. Rok później z zespołu odszedł Chojnacki, aby kontynuować karierę solową. Jego miejsce zajął Paweł Pełczyński. W marcu 2006 ukazał się kolejny album De Mono Siedem dni, promowany m.in. przez singiel tytułowy oraz Patrzę w Ciebie. Był to także pierwszy wydany w Polsce album w formacie pamięci USB.
W 2007 grupę opuścił perkusista Dariusz Krupicz, a jego miejsce zajął kolejny muzyk związany przez lata ze wspomnianym zespołem Mafia – Marcin Korbacz. Rok później, na Festiwalu Polskich Wideoklipów Yach Film, De Mono otrzymało nagrodę Drewniany Yach za wideoklip do ich (wydanego jako singiel) coveru przeboju Grupy ABC – Asfaltowe łąki.
W 2008 Marek Kościkiewicz utworzył zespół o takiej samej nazwie, w skład którego wchodzili członkowie oryginalnego składu grupy – Marek Kościkiewicz, Robert Chojnacki i Dariusz Krupicz – inny, długoletni członek dawnego De Mono, czyli Wojciech Wójcicki (instrumenty klawiszowe, gitara) oraz nowi muzycy: wokalista Rafał Brzozowski i gitarzysta Michał Grymuza. Później Brzozowskiego zastąpił Michał Karpacki, a jeszcze później nowym wokalistą został Tomasz Korpanty.
Od 2008 pomiędzy Andrzejem Krzywym i Markiem Kościkiewiczem toczył się sądowy spór o nazwę „De Mono” i prawa do wykonywania piosenek skomponowanych przez Kościkiewicza. Od tamtej pory nazwy „De Mono” używały równolegle dwa składy prowadzone przez byłych członków zespołu – pierwszy z wokalistą Andrzejem Krzywym i basistą Piotrem Kubiaczykiem, a drugi – z Markiem Kościkiewiczem, Robertem Chojnackim i Dariuszem Krupiczem. W 2018 pozew Krzywego przeciwko Kościkiewiczowi został oddalony. W wyniku tego oba składy mogły dalej występować pod tym samym szyldem. W 2020 Sąd Apelacyjny zakazał Markowi Kościkiewiczowi oraz dwóm innym pozwanym członkom zespołu – Wojciechowi Wójcickiemu i Michałowi Karpackiemu – używania nazwy „De Mono” „w prowadzonej przez nich działalności artystycznej w formie i kontekście innym niż historyczny”. Rozstrzygnięcie Sądu Apelacyjnego nie zamknęło sprawy, bowiem prawnik reprezentujący Marka Kościkiewicza zapowiedział złożenie skargi kasacyjnej do Sądu Najwyższego. Jednak 30 października 2021 na oficjalnych profilach składu dowodzonego przez Andrzeja Krzywego w mediach społecznościowych pojawiła się informacja, że dzień wcześniej skarga kasacyjna nie została przyjęta do rozpoznania i że „tym samym i tak prawomocny już wyrok Sądu Apelacyjnego można uznać za ostatecznie zapieczętowany”.
8 września 2010 ukazał się dziewiąty studyjny album zespołu pt. No Stress, który uzyskał status złotej płyty. Pierwszym singlem był utwór Póki na to czas, a drugim – utwór Życie to sen. Płyta okazała się wielkim sukcesem, a piosenka Póki na to czas, według rankingu firmy Nielsen Polska, przygotowanego dla ZPAV, została Radiowym Przebojem Roku 2010. Nagrodę wręczono podczas gali Fryderyków.
W 2011 zespół wystąpił na festiwalu TopTrendy w Sopocie jako gość specjalny, gdzie odebrał Złotą Płytę za album No stress, a we wrześniu tego samego roku De Mono pojechało na wielki koncert do niemieckiego Essen. Zespół wystąpił też w programie „Szansa na sukces” na antenie TVP2, a w Sylwestra zagrał na warszawskim Placu Konstytucji.
W 2012 z okazji 25-lecia zespół nagrał płytę Spiekota, którą chciał złożyć hołd polskiej piosence. Grupa z Andrzejem Krzywym na czele nagrała na nowo wielkie przeboje sprzed lat, ale w odświeżonych aranżacjach. Gościnnie na albumie zaśpiewali wykonawcy muzyki reggae młodego pokolenia – Marika, Junior Stress, Cheeba i Dawid Portasz.
10 lutego 2014 na rynku ukazał się album pt. Symfonicznie, na który zespół nagrał swoje największe przeboje z towarzyszeniem Polskiej Orkiestry Radiowej pod dyrekcją Jacka Piskorza. Pierwszy koncert odbył się w Studiu im. Lutosławskiego w Warszawie.
W 2017 zespół świętował 30 lat wspólnego grania na scenie. Z tej okazji od marca odbywali ogólnopolską trasę koncertową pod nazwą 30/30, obejmującą 30 występów. Ponadto wydali album pt. XXX, zawierający 12 piosenek stanowiących przekrój twórczości grupy od początku jej istnienia, jednak w akustycznych aranżacjach. Płytę promowali premierowym singlem Próżno nie chcę czekać na twoją miłość, czyli polskojęzycznym coverem przeboju Boba Marleya Waiting In Vain.
W 2018 zespół po 24 latach zakończył współpracę z dotychczasowym menedżerem, a nowym przedstawicielem grupy została firma J&J MusicArt. W listopadzie 2019 zespół wydał album pt. Reset, który promował singlami: Prosto w serce, Gra się do końca i W taką noc. Początkowo mieli odbyć ogólnopolską trasę koncertową, jednak została ona zawieszona z powodu pandemii COVID-19 w Polsce. 27 marca 2020 opublikowali muzyczny apel pt. Idiota w koronie, włączając się w akcję #zostańwdomu, ponadto wzięli udział w akcji #hot16challenge2 na zbiórkę dla personelu medycznego zaangażowanego w walkę z koronawirusem. 16 sierpnia 2020 zaprezentowali w sieci koncert OsieckY, zrealizowany bez publiczności i udostępniony za darmo dla oglądających w ramach programu „Kultura w sieci”. W kwietniu 2021 wydali album pt. OsieckY, który promowali własną interpretacją przeboju Seweryna Krajewskiego Uciekaj moje serce.

## Muzycy
| Obecny, oficjalny skład - Andrzej Krzywy – śpiew - Piotr Kubiaczyk – gitara basowa - Paweł Pełczyński – saksofony, instrumenty perkusyjne - Paweł Dampc – instrumenty klawiszowe - Tomasz Banaś – gitary - Zdzisław Zioło – gitary - Marcin Korbacz – perkusja | Byli członkowie - Marek Kościkiewicz – gitary - Robert Chojnacki – saksofony, instrumenty perkusyjne - Dariusz Krupicz – perkusja - Jacek Perkowski – gitary - Tomasz Lipert – gitary - Wojciech Wójcicki – instrumenty klawiszowe, gitara | Członkowie związani ze składem skompletowanym przez Marka Kościkiewicza i działającym równolegle w czasach sporu o nazwę „De Mono” - Rafał Brzozowski – śpiew - Michał Karpacki – śpiew - Tomasz Korpanty – śpiew - Łukasz Przesmycki – gitara basowa - Michał Grymuza – gitary |

## Dyskografia

### Albumy
| Tytuł          | Dane dot. albumu                                                | Pozycja na liście | Certyfikat                |
| Tytuł          | Dane dot. albumu                                                | POL               | Certyfikat                |
| -------------- | --------------------------------------------------------------- | ----------------- | ------------------------- |
| Kochać inaczej | - Data: 1989 - Wydawca: Arston                                  | –                 |                           |
| Oh Yeah!       | - Data: 1990 - Wydawca: Arston, Zic Zac                         | –                 |                           |
| Stop           | - Data: 23 listopada 1992 - Wydawca: Arston, Zic Zac            | –                 | - POL: 2x platynowa płyta |
| Abrasax        | - Data: połowa 1994 - Wydawca: Zic Zac                          | –                 | - POL: platynowa płyta    |
| Paparazzi      | - Data: 6 grudnia 1997 - Wydawca: BMG                           | –                 |                           |
| Play           | - Data: 7 października 1999 - Wydawca: Zic Zac                  | –                 |                           |
| De Luxe        | - Data: 19 listopada 2001 - Wydawca: BMG                        | 42                |                           |
| Siedem dni     | - Data: 21 marca 2006 - Wydawca: Sony BMG                       | 31                |                           |
| No Stress      | - Data: 8 września 2010 - Wydawca: Sony Music                   | –                 | - POL: złota płyta        |
| Spiekota       | - Data: 21 maja 2012 - Wydawca: Polskie Radio                   | –                 |                           |
| Symfonicznie   | - Data: 10 lutego 2014 - Wydawca: Polskie Radio                 | 20                |                           |
| Reset          | - Data: 15 listopada 2019 - Wydawca: Demonolit/J&J Musicart Ltd |                   |                           |
| Osiecky        | - Data: 16 kwietnia 2021 - Wydawca: Universal Music Group       | –                 |                           |

### Kompilacje
| Stereo hity                                     | - Data: 1995 - Wydawca: Zic Zac               | – | - POL: złota płyta |
| De Best                                         | - Data: 24 maja 2004 - Wydawca: BMG           | – |                    |
| Gwiazdy polskiej muzyki lat 80.                 | - Data: 18 grudnia 2007 - Wydawca: TMM Polska | – |                    |
| Radio Zet Gold. De Mono. Przeboje na wagę złota | - Data: 18 marca 2014 - Wydawca: Sony Music   | 5 |                    |
| „–” album nie był notowany.                     |                                               |   |                    |

### Single
| Kamień i aksamit             | 1994 | 8  |
| Druga w nocy                 | 1996 | 21 |
| Paparazzi                    | 1997 | 40 |
| Kiedy byłaś blisko mnie...   | 1998 | –  |
| Tajna miłość                 | 1998 | 50 |
| Może to o nas                | 1998 | –  |
| Wszystko na sprzedaż         | 1999 | 24 |
| Kim naprawdę jesteś          | 1999 | 47 |
| Znowu zwykły dzień           | 1999 | 41 |
| Żyj tylko chwilą             | 2000 | 39 |
| A-41                         | 2000 | –  |
| Anna mieszka tutaj           | 2000 | 46 |
| Nie może być                 | 2001 | –  |
| Tamtego lata                 | 2001 | –  |
| Poznaj siebie                | 2001 | –  |
| Bez przebaczenia             | 2002 | –  |
| Nasza jest cała ta noc       | 2003 | –  |
| Najlepsze pozostanie         | 2004 | –  |
| Patrzę w ciebie              | 2006 | 13 |
| Siedem dni                   | 2006 | 36 |
| Nocne ćmy                    | 2006 | –  |
| Asfaltowe łąki               | 2008 | –  |
| „–” singel nie był notowany. |      |    |

### Notowane utwory
| P jak pieniądze                    | 1988 | –  | 38 |
| Do ciebie mówię                    | 1988 | –  | 33 |
| Psychokiller                       | 1988 | –  | 25 |
| Kochać inaczej                     | 1989 | –  | 1  |
| Otoczony                           | 1989 | –  | 8  |
| Za chwilę coś się stanie           | 1989 | –  | 15 |
| Dziś taki dzień                    | 1989 | –  | 5  |
| Sweet Jail                         | 1990 | –  | 25 |
| Tak blisko ciebie                  | 1990 | –  | 5  |
| Zostańmy sami                      | 1990 | –  | 2  |
| Oh Yeah!                           | 1991 | –  | 29 |
| Światła i kamery                   | 1992 | –  | 12 |
| Statki na niebie                   | 1993 | –  | 5  |
| Ostatni pocałunek                  | 1993 | –  | 1  |
| Znów jesteś ze mną                 | 1993 | –  | 4  |
| Płomień                            | 1993 | –  | 28 |
| Do końca świata (& Anita Lipnicka) | 1994 | –  | 12 |
| Póki na to czas                    | 2010 | 3  | –  |
| Prosto w serce                     | 2019 | 23 | –  |
| Gra się do końca                   | 2019 | –  | 18 |
| W taką noc                         | 2019 | –  | –  |
| „–” utwór nie był notowany.        |      |    |    |

## Nagrody i wyróżnienia
| Rok  | Kategoria                        | Tytułem                | Nagroda        | Nota      | Źródło |
| ---- | -------------------------------- | ---------------------- | -------------- | --------- | ------ |
| 1994 | Najlepszy album muzyki tanecznej | Abrasax                | Fryderyki 1994 | Laur      | [ 51 ] |
| 1994 | Najlepsza grupa                  | De Mono                | Fryderyki 1994 | Nominacja | [ 51 ] |
| 1999 | Piosenka roku                    | „Wszystko na sprzedaż” | Fryderyki 1999 | Nominacja | [ 52 ] |
| 1999 | Album roku – pop                 | Play                   | Fryderyki 1999 | Nominacja | [ 52 ] |
| 2001 | Album roku – pop                 | De Luxe                | Fryderyki 2001 | Nominacja | [ 53 ] |